# Alfredo Elli
Alfredo Elli (ur. ?, zm. 30 września 1975) – argentyński piłkarz, pomocnik.
Jako gracz klubu Boca Juniors wziął udział w turnieju Copa América 1921, gdzie Argentyna pierwszy raz w swych dziejach zdobyła mistrzostwo Ameryki Południowej. Elli nie zagrał jednak w żadnym meczu.
Razem z Boca Juniors pięciokrotnie zdobył mistrzostwo Argentyny - w 1920, 1923, 1924 i 1926.